# بروكس روبنسون
بروكس روبنسون (بالإنجليزية: Brooks Robinson)‏ هو لاعب كرة قاعدة أمريكي، ولد في 18 مايو 1937 في ليتل روك في الولايات المتحدة.

## وصلات خارجية
- بروكس روبنسون على موقع دوري كرة القاعدة الرئيسي (الإنجليزية)
- بروكس روبنسون على موقعبيزبول رفرنس.كوم (الدوري الرئيسي) (الإنجليزية)
- بروكس روبنسون على موقعبيزبول رفرنس.كوم (الدوري الثانوي) (الإنجليزية)
- بروكس روبنسون على موقع إي إس بي إن.كوم (أم.أل.بي) (الإنجليزية)
- بروكس روبنسون على موقع مشجعي الرسوم البيانية (الإنجليزية)
- بروكس روبنسون على موقع قاعة مشاهير كرة القاعدة (الإنجليزية)
- بروكس روبنسون على موقع الموسوعة البريطانية (الإنجليزية)
- بروكس روبنسون على موقع إن إن دي بي (الإنجليزية)